# Orden de batalla en Beiping-Tianjin
Orden de batalla de la Batalla de Beiping-Tianjin (julio–agosto de 1937) de la segunda guerra sino-japonesa.

## Imperio de Japón
Ejército Japonés de Guarnición de China
- Teniente General Kanichiro Tashiro (1 de mayo de 1936 – 12 de julio de 1937)
- Teniente Genera Kiyoshi Katsuki (12 de julio de 1937 – 26 de agosto de 1937
  - Briga de Infantería de la Guarnición de China ("Brigada Kawabe") - General de División Masakazu Kawabe
    - 1.er Regimiento de Infantería de la Guarnición de China
    - 2.º Regimiento de Infantería de la Guarnición de China

  - Unidad de Caballería de la Guarnición de China
  - Regimiento de Artillería de la Guarnición de China
  - Unidad de Ingenieros de la Guarnición de China
  - Unidad de blindados de la Guarnición de China (17 tanques)
  - Unidad de comunicaciones de la Guarnición de China
  - Hospital Militar de la Guarnición de China

- 5.ª División - Teniente General Seishirō Itagaki
  - 9.ª Brigada de Infantería
    - 11.er Regimiento de Infantería
    - 41.º Regimiento de Infantería

  - 21.ª Brigada de Infantería
    - 21.º Regimiento de Infantería
    - 42.º Regimiento de Infantería

  - 5.º Regimiento de Artillería Montada
  - 5.º Regimiento de Caballería
  - 5.º Regimiento de Ingenieros
  - 5.º Regimiento de Transporte

- 20.ª División – Teniente General Bunsaburo Kawakishi
  - 39.ª Brigada de Infantería
    - 77.º Regimiento de Infantería
    - 78.º Regimiento de Infantería

  - 40.ª Brigada de Infantería
    - 79.º Regimiento de Infantería
    - 80.º Regimiento de Infantería

  - 26.º Regimiento de Artillería de campaña
  - 28.º Regimiento de Caballería
  - 20.º Regimiento de Ingenieros
  - 20.º Regimiento de Transporte

- 1.ª Brigada Mixta Independiente ("Brigada Sakai") - Teniente General Sakai Koji[2]
  - 4.º Batallón de Tanques
    - 12 tanques medios Tipo 89 I-Go
    - 13 tanques ligeros Tipo 95 Ha-Go
    - 12 tanquetas Tipo 94 Te-Ke
    - 4 Vehículos blindados de ingenieros

  - 1.er Regimiento Independiente de Infantería
  - 1.er Batallón Independiente de Artillería
  - 1.ª Compañía Independiente de Ingenieros

- 11.ª Brigada Mixta Independiente ("Brigada Suzuki")- Teniente General Shigiyasu Suzuki[3]
  - 11.º Regimiento Independiente de Infantería
  - 12.º Regimiento Independiente de Infantería
  - 11.º Compañía Independiente de Caballería
  - 11.º Regimiento Independiente de Artillería de Campaña
  - 12.º Regimiento Independiente de Artillería Montada
  - 11.º Compañía Independiente de Ingenieros
  - 11.º Compañía Independiente de Transporte

- Ejército de Hopei Oriental[4]
  - 1.er Cuerpo (Tungchow)  4.000 hombres
  - 2.º Cuerpo (Tsunhua)   4.000 hombres
  - 3.º Cuerpo (Tungchow)  4.000 hombres
  - 4.º Cuerpo (Tsunhua)   4.000 hombres
  - Cuerpo de Entrenamiento (Tungchow) 2.000 hombres

- División Aérea Tempiral del Área de China (Chugoku-Homen Rinji Hikoshidan). General Yoshitoshi Tokugawa.[5]
  - 1.er Batallón Aéreo del Ejército (reconocimiento) Ki-3, Ki-4
  - 2.º Batallón Aéreo del Ejército (cazas) Ki-10
  - 3.er Batallón Aéreo del Ejército (reconocimiento de alto alcance)
  - 5.º Batallón Aéreo del Ejército (bombarderos ligeros) Ki-2
  - 6.º Batallón Aéreo del Ejército (bombarderos pesados) Ki-2
  - 8.º Batallón Aéreo del Ejército (cazas) Ki-10
  - 9.º Batallón Aéreo del Ejército (bombarderos pesados) Ki-1
  - 3.ª Compañía Aérea Independiente (bombarderos pesados) Ki-1
  - 4.º Escuadrón Independiente (reconocimiento)
  - 6.º Escuadrón Independiente (reconocimiento)
  - 9.º Escuadrón Independiente (cazas) Ki-10
  - 1.ª Compañía de Guarnición de aeródromo
  - 2.ª Compañía de Guarnición de aeródromo
  - 8.º Pelotón de comunicaciones
  - 9.º Pelotón de comunicaciones
  - 1.ª Compañía de Camiones de transporte
  - 3.er Depósito Aéreo de campaña

Armada Imperial Japonesa
- 2.ª Flota. Almirante Zengo Yoshida
  - 4.º Escuadrón
    - CA Takao
    - CA Maya

  - 5.º Escuadrón
    - CA Nachi
    - CA Haguro
    - CA Ashihara

  - 2.º Escuadrón de Destructores
    - CA Sendai
    - 7.ª División de Destructores
    - 8.ª División de Destructores
    - 9.ª División de Destructores
    - 20.ª División de Destructores

  - 2.ª Escuadrón de Submarinos
    - AS Jingei
    - 12.ª División de Destructores
    - 29.ª División de Destructores
    - 30.ª División de Destructores

  - 2.º Escuadrón de portaaviones
    - CVL Ryūjō
    - CVL Hōshō
    - 30.ª División de Destructores

  - AV Kamoi
  - AO Naruto

## República de China
29.º Ejército en Ruta
- Comandante: Sung Che-yuan[9]
  - Segundo al mando: Tung Lin-keh

- 37.ª División (15.750 hombres) - Feng Chih-an
  - Regimiento de Operaciones Especiales[10]
  - 109.ª Brigada
  - 110.ª Brigada
  - 111.ª Brigada
  - 35.ª Brigada Independiente

- 38.ª División (15.400 hombres) - General Chang Tse-chung
  - Regimiento de Operaciones Especiales
  - 112.ª Brigada
  - 113.ª Brigada
  - 114.ª Brigada
  - 26.ª Brigada Independiente

- 132.ª División (15.000 hombres) - General Chao Teng-yu
  - Regimiento de Operaciones Especiales
  - 1.ª Brigada
  - 2.ª Brigada
  - 27.ª Brigada Independiente
  - 28.ª Brigada Independiente

- 143.ª División (en Chahar) (15.100 hombres) - General Liu Ju-ming
  - Special Operations Regiment
  - 1.ª Brigada
  - 2.ª Brigada
  - 29.ª Brigada Independiente
  - 31.ª Brigada Independiente
  - Brigada de vigilancia

- 9.ª División de Caballería (3.000 hombres) -
  - 1.ª Brigada
  - 2.ª Brigada
- 13.ª Brigada Independiente de Caballería (1.500 men)

- Fuerzas de preservación de la paz de Hopei (Peiwan, 2.500 hombres)
- 39.ª Brigada Independiente (3.500 hombres)
- 40.ª Brigada Independiente (3.400 hombres)

53.er Cuerpo - General Wan Fulin